# KF Hajvalia
KF Hajvalia (Klubi Futbollistik Hajvalia) war ein kosovarischer Fußballverein mit Sitz in der südlich von Pristina gelegenen Stadt Hajvalia.

## Geschichte
Der Verein spielte nach dem Aufstieg 2012 in der höchsten Liga Kosovos, der Raiffeisen Superliga, ehe der Verein 2017 in die zweithöchste Liga des Landes abstieg. Er ist der erfolgreichste Verein der Stadt Hajvalia.
Größere internationale Aufmerksamkeit erregte der Verein durch ihr Vorhaben den uruguayischen Stürmer Luis Suárez für vier Monate ausleihen zu wollen. Suárez wurde nach dem Vorrundenspiel bei der Fußball-Weltmeisterschaft 2014 in Brasilien gegen Italien nachträglich für seine Bissattacke gegen Giorgio Chiellini für neun Länderspiele gesperrt und für vier Monate von allen fußballerischen Aktivitäten auf Vereinsebene ausgeschlossen. Der Verein, welcher 30.000 Euro Ablöse dem FC Liverpool angeboten hatte, begründete diesen Schritt damit, dass Suárez im Kosovo spielen dürfe, da die FIFA den Staat nicht anerkennt und der nationale Fußballverband deswegen auch nicht Mitglied der FIFA ist.
Der Fußball-Weltverband stellte indes klar, dass Suárez auch nicht im Kosovo spielen darf. Würde er in den Kosovo wechseln und dort eingesetzt werden, würden neue Ermittlungen der FIFA-Disziplinarkommission eingeleitet, was eine Verschärfung der derzeitigen Sperre zur Folge haben könnte.
Im Jahr 2018 wurde der Klub wegen finanziellen Gründen aufgelöst.

## Frauenfußball
Die Frauenfußball-Mannschaft KFF Hajvalia stieg 2014/2015 in die kosovarische Liga e Femrave auf. Eine Saison später konnte man sich in der Saison 2015/2016 das Double aus Pokal und Meisterschaft sichern. Durch die Meisterschaft qualifizierte sich der KFF Hajvalia erstmals für die UEFA Women’s Champions League; damit als erste kosovarische Mannschaft, die überhaupt an einem europäischen Women-Turnier teilnimmt. Neben den Titeln wurde zudem die Spielmacherin und Mannschaftskapitänin Qendresa Krasniqi, zur Spielerin des Jahres 2016 gewählt.

### Erfolge
- Meisterschaft (Liga e Femrave): 2016
- Pokal (Kosovo Cup): 2016